# James Stephenson

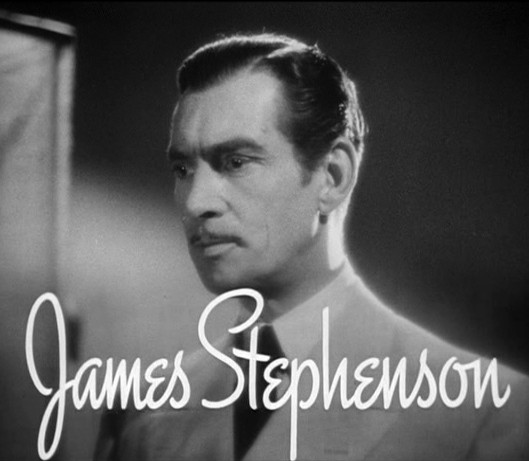
James Stephenson i filmen Brevet.

James Stephenson, född 14 april 1889 i Selby, Yorkshire, England, död 29 juli 1941 i Pacific Palisades, Kalifornien, var en brittisk skådespelare.
Han filmdebuterade 1937 och blev amerikansk medborgare 1938. Han fick kort därefter kontrakt hos filmbolaget Warner Bros. Han nominerades till en Oscar för bästa manliga biroll i filmen Brevet från 1940. Just som Stephensons karriär började ta fart avled han hastigt i en hjärtattack 1941.

## Filmografi, urval
- 1939 – Elisabeth och Essex
- 1939 – Kvinna mot kvinna
- 1940 – Slaghöken
- 1940 – Brevet
- 1940 – Reuter meddelar
- 1941 – Shining Victory
- 1941 – Flykten från ödet